# Sergej Lanskoj
Se även Sergej Nikolajevitj Lanskoj.

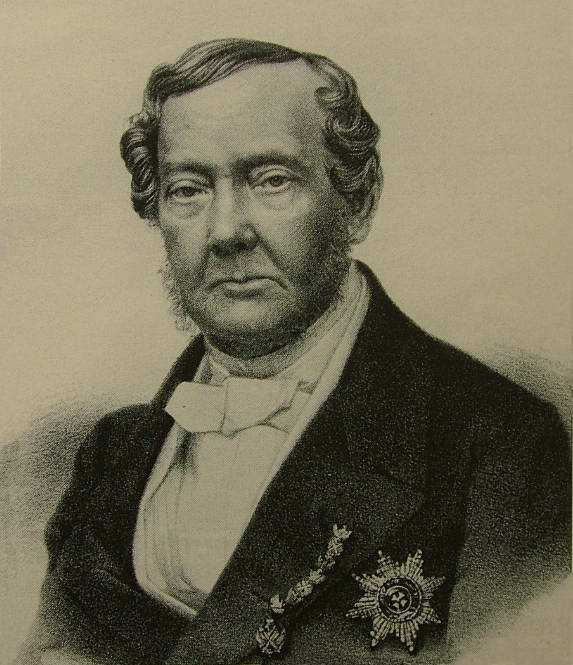
Sergej Stepanovitj Lanskoj.

Sergej Stepanovitj Lanskoj (ryska:Сергей Степанович Ланской), född den 23 december 1787, död den 26 januari 1862, var en rysk greve och statsman.
Lanskoj var 1817-1824 direktör i kommissionen för statsskuldens amortering, blev 1834 medlem av kejserliga senaten och 1850 av riksrådet samt utnämndes 1855 till  inrikesminister. 
Från denna post, på vilken han tack vare skickliga medhjälpare, särskilt N.A. Miljutin, befordrade den svåra frågan om livegenskapens upphävande i Ryssland, avträdde han 1861 samt erhöll då grevlig värdighet.